# Nóatún

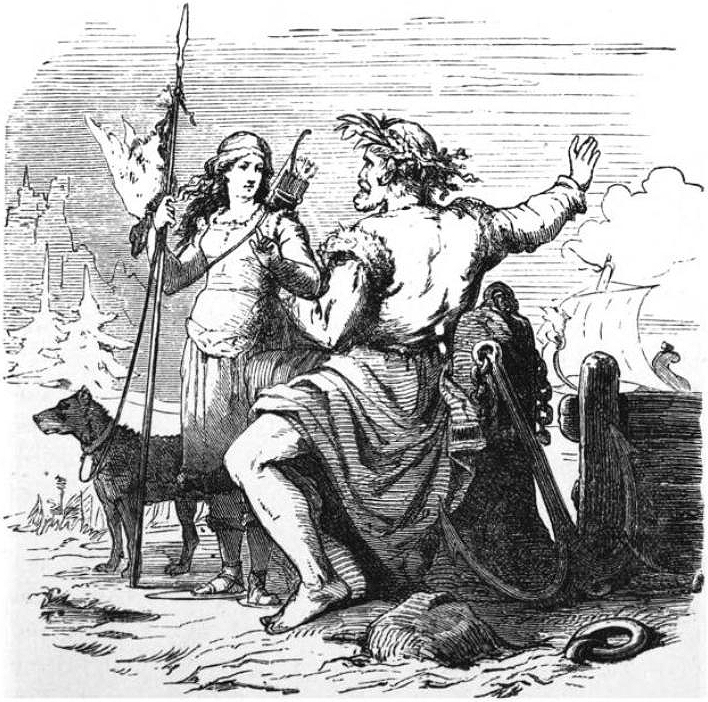
Njörðr et Skaði en route vers Nóatún

Dans la mythologie nordique, Nóatún est le nom de la résidence de Njörd, le dieu de la mer, des vents et du feu, demeure bruyante du fait des nombreux bateaux en construction autour.